# Haplophyllum vulcanicum
Haplophyllum vulcanicum är en vinruteväxtart som beskrevs av Boiss. & Heldr.. Haplophyllum vulcanicum ingår i släktet Haplophyllum och familjen vinruteväxter. Inga underarter finns listade i Catalogue of Life.